# Bishop Rock
Bishop Rock (korn. Men an Eskop) – jest niewielką skałą, najbardziej na zachód wysuniętym punktem wysp Scilly. Znajduje się na niej wybudowana w 1858 roku latarnia morska. Wysepka ta występuje w „Księdze rekordów Guinnessa” jako najmniejsza na całej Ziemi, na jakiej wzniesiony został budynek. W 1992 roku latarnia została wpisana na listę zabytków English Heritage.
Wysepka jest tak mała, że oprócz 49-metrowej latarni morskiej nic się na niej nie mieści. Skała stanowi punkt graniczny pomiędzy Wielką Brytanią i Atlantykiem. Pierwszą, żelazną latarnię, budowano w roku 1847, ale fale zmyły ją nim budowa została ukończona. Obecnie istniejąca budowla została ukończona w roku 1858, a światło zapłonęło w niej 1 września tegoż roku. W pierwszych latach XXI wieku dobudowano na jej szczycie lądowisko dla helikopterów.
Bishop Rock jest uznawana za wschodni kraniec północnoatlantyckiej linii żeglugowej, z której korzystały do lat sześćdziesiątych XX wieku transatlantyki, szybkie statki pasażerskie zdążające do Nowego Jorku. Zachodnią granicę tej trasy wyznaczało wejście do Zatoki Nowojorskiej. Na trasie tej wielkie liniowce walczyły o zdobycie rekordu szybkości, co nagradzane było Błękitną Wstęgą Atlantyku.